# 烏倫河
52°7′46″N 8°40′30″E / 52.12944°N 8.67500°E
烏倫河（德語：Uhlenbach），是德國的河流，位於該國西部，處於北萊茵-威斯特法倫州，屬於韋勒河的右支流，河道全長4.4公里，流域面積5.6平方公里。